# Pseuderemisca
Pseuderemisca is een vliegengeslacht uit de familie van de roofvliegen (Asilidae).

## Soorten
- P. aestivalis (Lehr, 1964)
- P. chinensis (Lehr, 1964)
- P. dipogon (Lehr, 1964)
- P. gorodkovi (Lehr, 1964)